# En människa
"En människa" är en låt framförd av popgruppen Freda', skriven av Uno Svenningsson hemma i hans pojkrum i Gnosjö. Med låten menar gruppen att man först och främst är en människa av kött och blod med allt vad det innebär. Låten finns även i en version där Uno sjunger duett med Lisa Nilsson.